# Markus Feldhoff
Markus Feldhoff (Oberhausen, 29 agosto 1974) è un allenatore di calcio ed ex calciatore tedesco, di ruolo attaccante.

## Carriera

### Allenatore
Dopo essersi ritirato a soli 33 anni a causa di molteplici infortuni alle ginocchia, nel 2008 guida per un breve periodo il Velbert Nello stesso anno diventa il vice di Claus-Dieter Wollitz all'Osnabrück, seguendo il tecnico anche nella successiva esperienza all'Energie Cottbus. L'8 dicembre 2011 diventa allenatore ad interim del club della Lusazia, che allena per due partite prima di lasciare l'incarico a Rudi Bommer. Nel dicembre del 2012 lascia i biancorossi e nelle successive stagioni ottiene la licenza UEFA Pro.
Il 4 giugno 2014 diventa il tecnico della formazione Under-19 del Paderborn, che guida fino al marzo del 2016, quando viene nominato vice allenatore della prima squadra. Nel mese di ottobre si trasferisce al Werder Brema, dove entra nello staff di Alexander Nouri Il 30 ottobre 2017 viene esonerato assieme a Nouri; segue il tecnico di origini iraniane anche all'Ingolstadt 04, durata soltanto due mesi.
Il 27 novembre 2019 diventa, assieme a Nouri, vice di Jürgen Klinsmann all'Hertha Berlino; dopo il subentro di Nouri rimane come nel suo staff fino al successivo mese di aprile.
Il 3 marzo 2021 diventa il tecnico dell'Osnabrück, con cui firma fino al 2022; dopo la retrocessione in 3. Liga, lascia tuttavia l'incarico al termine della stagione. Il 4 luglio 2023 entra nello staff del Bochum come vice di Thomas Letsch; il 21 ottobre 2024 diventa tecnico ad interim dei biancoazzurri, prima di venire sostituito da Dieter Hecking due settimane più tardi.